# Raiz Movimento Cidadanista
A RAiZ - Movimento Cidadanista é uma organização política e movimento político-social brasileiro. Surgiu de uma dissidência do partido Rede Sustentabilidade que rompeu com Marina Silva em 2014 por discordar da aliança desta com Aécio Neves no segundo turno da eleição presidencial daquele ano. Já esteve listado como um partido político em formação pelo Tribunal Superior Eleitoral (TSE), mas tal registro não foi obtido.
Ele se propõe a ser uma nova forma de organização política, uma estrutura híbrida de partido e movimento em uma mesma organização política, trazendo também o conceito de horizontalidade e autonomia nas suas instâncias. Nesse contexto, inspira-se em outras experiências de partidos-movimentos, principalmente o Podemos da Espanha e o Syriza da Grécia. Se posiciona como uma organização baseada em 3 princípios: Teko Porã (bem viver), ubuntu e ecossocialismo, tendo como documento que lista seus princípios a chamada Carta Cidadanista, que faz um balanço do capitalismo e das experiências progressistas no mundo e propõe uma nova utopia a ser construída em novas bases e sob novos princípios, e com uma forma de organização inovadora. Suas cores são o verde e marrom, fazendo referência à natureza e à Terra, respectivamente. O símbolo é representado pela imagem negativada da tríscele celta dentro de um círculo, que faz referência ao movimento da vida e do universo.

## História

### Eleições de 2014: o coletivo AVANTE!
O início da organização da RAiZ enquanto Partido Movimento se deu em 2014, entre o primeiro e o segundo turno das eleições presidenciais daquele ano. Naquele ano, os três principais candidatos das eleições presidenciais foram Dilma Rousseff (PT), Aécio Neves (PSDB) e Marina Silva (PSB/Rede Sustentabilidade), em pleito que acabou sendo vencido por Dilma Rousseff (PT). Após o resultado do primeiro turno, que levou Dilma Rousseff (PT) e Aécio Neves (PSDB) ao segundo turno, alguns membros engajados na construção da Rede Sustentabilidade, à época um partido em processo de legalização liderado pela candidata derrotada Marina Silva, discordaram da decisão da ex-senadora de declarar apoio ao candidato Aécio Neves (PSDB) e se desligaram da Rede Sustentabilidade.
Estes membros, ainda em 2014, se organizaram e formaram o coletivo AVANTE!, nome que fazia referência ao conceito de seguir adiante e que posicionava o coletivo no campo progressista.

### O nome RAiZ e a Carta Cidadanista
Entre Novembro de 2014 e Março de 2015 o coletivo AVANTE! iniciou sua organização, não só com membros que se desligaram Rede Sustentabilidade mas também trazendo membros de outras origens.
Em 8 de Março de 2015, dia da mulher, os membros do coletivo, reunidos em São Paulo, oficializaram o novo nome do coletivo como RAiZ Movimento Cidadanista e lançaram a Carta Cidadanista, documento que traz as ideologias que inspiram a RAiZ como o Teko-Porã, Ubuntu e Ecossocialismo, além de esclarecer a forma de organização como partido movimento.

### Fundação
Entre Março de 2015 e Janeiro de 2016, a RAiZ Movimento Cidadanista continuou sua estruturação interna e expansão, sendo que ao final de 2015 já estava presente em 23 estados brasileiros.
Durante este período também a RAiZ tomou a decisão de buscar sua legalização enquanto partido político, o que possibilitará que a mesma se torne uma sigla com possibilidade de lançar candidatos nas eleições municipais, estaduais e nacionais. Em 22 de Janeiro de 2016, durante o Fórum Social Mundial em Porto Alegre, a RAiZ Movimento Cidadanista foi oficialmente fundada, tendo sua ata de fundação sido assinada 237 membros fundadores, sendo que na época já eram mais de 1.000 membros entre pré-filiados e colaboradores.

### Da fundação até hoje
Atualmente a RAiZ continua a se organizar enquanto Partido Movimento. Presente em 25 estados e no Distrito Federal, conta com cerca de 1.200 membros entre pré-filiados e colaboradores.
Durante o ano de 2016 realizou diversos eventos em todo país, como seminários e rodas de conversa, assim como tem atuado politicamente em todo território nacional. A RAiZ continua seu processo de legalização enquanto partido político, tendo conseguido em Agosto de 2016 autorização do Tribunal Superior Eleitoral (TSE) para iniciar a coleta de assinaturas de apoiamento para registro definitivo.
Busca trabalhar em conjunto com todos os coletivos e movimentos sociais que lutem pelos Direitos Humanos, a favor do Feminismo, do movimento LGBT e contra o racismo e qualquer outra forma de discriminação social, étnica ou política.

## Ideologia
A RAiZ Movimento Cidadanista se define ideologicamente pelo tripé: Teko Porã, Ubuntu e Ecossocialismo.

### Ubuntu
A ética ubuntu, proveniente da África e que tem Nelson Mandela e Desmond Tutu entre seus grandes propagadores, representa o rompimento com o individualismo. Ubuntu é pertencimento à unidade, interdependência e colaboração, diálogo, consenso, inclusão, compreensão, compaixão, cuidado, partilha, solidariedade. “Eu sou porque você é”, “nós somos porque você é e eu sou”. Assumir ubuntu é colocar emancipação humana e a cidadania em novos patamares. UBUNTU é uma cultura milenar da paz.

### Ecossocialismo
Teoria inspirada na convergência entre ecologia e socialismo, parte do pressuposto que a Terra está em um acelerado processo de degradação ambiental, imposto pelo Capitalismo. Para reverter estes processos e impedir uma catástrofe planetária, o único caminho é uma mudança radical capaz de criar condições para um futuro realmente sustentável para o planeta e as novas gerações. O ecossocialismo representa, ao mesmo tempo, o resgate dos ideários emancipatórios construídos pelos movimentos sociais. Incorporando os valores do Ubuntu e Teko Porã, com o sentido ético profundo do COMUM e da COMUNHÃO, visando a construção de uma cidadania ativa e solidária.

## Organização
A RAiZ Movimento Cidadanista possui uma forma de organização diferentes dos partidos políticos tradicionais, tendo como principais conceitos a horizontalidade, a democracia participativa e a deliberações do movimento sempre de baixo para cima. Se baseia em estruturas no mesmo formato que o Podemos da Espanha e do Syrisa na Grécia.

### Círculos Cidadanistas
São a principal instância de organização da RAiZ e a sua principal base. Os Círculos são uma instância híbrida, que une os conceitos de partido e movimento.
Os círculos são formados por grupos de filiados e de colaboradores não filiados, que interagem de maneira horizontal e autônoma, desde que em consonância com a Carta Cidadanista, e que pode ser formado por motivações territoriais (bairros, cidades, regiões) ou temáticas. Desde sua criação, já foram criados mais de 100 círculos em diversas cidades de grande e pequeno porte.

### Teias
São instâncias de direção política da RAiZ, se organizam em níveis Municipais, Estaduais e Nacionais e são compostas por todos os filiados e colaboradores dessas regiões. As Teias são responsáveis por promover os debates e deliberações da RAiZ nos diferentes níveis.
Estes debates podem ser feitos de forma presencial, nas Teias Plenárias ou de maneira digital, nas Teias Digitais.

### Esferas
São órgãos com função executiva, prioritariamente com o objetivo de cumprir as deliberações das Teias e zelar pelo cumprimento do Estatuto e da Carta Cidadanista. Também se organizam nos três níveis - Municipal, Estadual e Nacional.